# 더 보더
더 보더(The Border)는 미국에서 제작된 토니 리처드슨 감독의 1982년 범죄, 드라마 영화이다. 잭 니콜슨 등이 주연으로 출연하였다.

## 출연

### 주연
- 잭 니콜슨
- 하비 케이틀

### 조연
- 발레리 페린
- 워렌 오티스
- 엘피디아 칼리로
- 샤논 윌콕스
- 제프 모리스
- 마이크 고메즈

## 제작진
- 미술: 토비 카 라펄슨
- 의상: 빅키 산체즈